# Olessja Wiktorowna Romassenko
Olessja Wiktorowna Romassenko (russisch Олеся Викторовна Ромасенко; englisch Olesia Romasenko; * 12. Januar 1990 in Krasnodar, Russische SFSR, Sowjetunion) ist eine russische Kanutin und dreifache Europameisterin.

## Sportliche Karriere
Romassenko gewann bei den Weltmeisterschaften 2014 in Moskau zusammen mit Natalja Marassanowa eine Bronzemedaille im Zweier-Canadier über 500 m. Zusammen mit Marassanowa gewann sie im gleichen Jahr eine Bronzemedaille im Zweier-Canadier über 500 m bei den Europameisterschaften in Brandenburg. Bei den Weltmeisterschaften 2015 in Mailand wurde sie mit Maria Kasakowa Vizeweltmeisterin im Zweier-Canadier über 500 m. Zwei Jahre später wurde sie erneut Vizeweltmeisterin bei den Weltmeisterschaften 2017 in Račice u Štětí (Einer-Canadier 200 m und Zweier-Canadier 500 m mit Irina Andrejewa).
Bei den Europameisterschaften 2016, 2017 und 2018 wurde Romassenko jeweils Europameisterin im Einer-Canadier über 200 m.
Romassenko gewann drei Mal die russischen Meisterschaften im Einer-Canadier über 200 m und vier Mal im Zweier-Canadier über 500 m.

## Auszeichnungen (Auswahl)
- 2017:  Verdienter Meister des Sports Russlands[4][3][5]